# Nous, les vivants (film, 2007)
Pour les articles homonymes, voir Nous, les vivants.
Pour plus de détails, voir Fiche technique et Distribution.
Nous, les vivants (Du levande) est un film suédois réalisé par Roy Andersson, sorti en 2007. Tout comme son précédent film Chansons du deuxième étage (Sånger från andra våningen, 2000), Roy Andersson présente une suite de plans fixes dans une ambiance généralement sinistre. Il s'agit du second volet d'une trilogie après Chansons du deuxième étage et avant Un pigeon perché sur une branche philosophait sur l'existence (En duva satt på en gren och funderade på tillvaron, 2014).

## Synopsis
Nous, les vivants décrit la vie tourmentée d'un ensemble d'individus, leurs espoirs et leurs déceptions, leurs joies et leurs peines. 

## Fiche technique
- Titre : Nous, les vivants
- Titre original : Du levande
- Réalisation et scénario : Roy Andersson
- Pays d'origine : Suède
- Format : Couleurs - 1,66:1 - 35 mm
- Genre : Comédie dramatique
- Durée : 95 minutes
- Date de sortie : 2007
  -  Suisse 6 juillet 2007 (Festival international du film fantastique de Neuchâtel 2007)

## Distribution
- Jessika Lundberg : Anna
- Elisabeth Helander : Mia
- Björn Englund : le joueur de tuba
- Leif Larsson : charpentier
- Olle Olson : Consultant
- Birgitta Persson : Tubaspelarens fru
- Kemal Sener : le barbier
- Håkan Angser : le psychiatre
- Rolf Engström : Trumslagaren
- Gunnar Ivarsson : l'homme d'affaires
- Eric Bäckman : Micke Larsson
- Patrik Anders Edgren : le professeur
- Lennart Eriksson : l'homme au balcon
- Pär Fredriksson : le vendeur de tapis
- Jessica Nilsson : l'instituteur

## Distinctions

### Récompenses
- Festival du film grolandais de Quend 2007 : Amphore d'or
- 2008 : Nordic Council Film Prize

### Nominations et sélections
- Festival de Cannes 2007 : sélection « Un Certain Regard »
- Prix du cinéma européen 2007